# Ильинский скит (Афон)
Ильинский скит (греч. Σκήτη του Προφήτη Ηλία) — общежительный скит на горе Афон (на восточном берегу) в Греции, являющийся соподчинённым греческому монастырю Пантократор.

## История
Скит был основан в 1757 году Паисием Величковским, получившим от монастыря Пантократор ветхую и заброшенную келию в честь пророка Илии. Трудами братии и «хрестолюбцев подаянием» были построены церковь, трапезная, пекарня, кухня, странноприимница, 16 келий «и воду привели в скит». Монашеское правило совершалось по чину Святой Горы, а богослужение — на церковнославянском и молдавском языках. Преподобный Паисий ввёл в обители общежительный устав, сам трудился вместе с братией, занимался рукоделием, днём вырезал ложки для продажи, ночью — переводил труды святых отцов с греческого на славянский язык, спал не более 3 часов. Прпеподобного Паисия часто посещал проживавший на покое на Афоне патриарх Константинопольский Серафим II, а также иноки других монастырей.

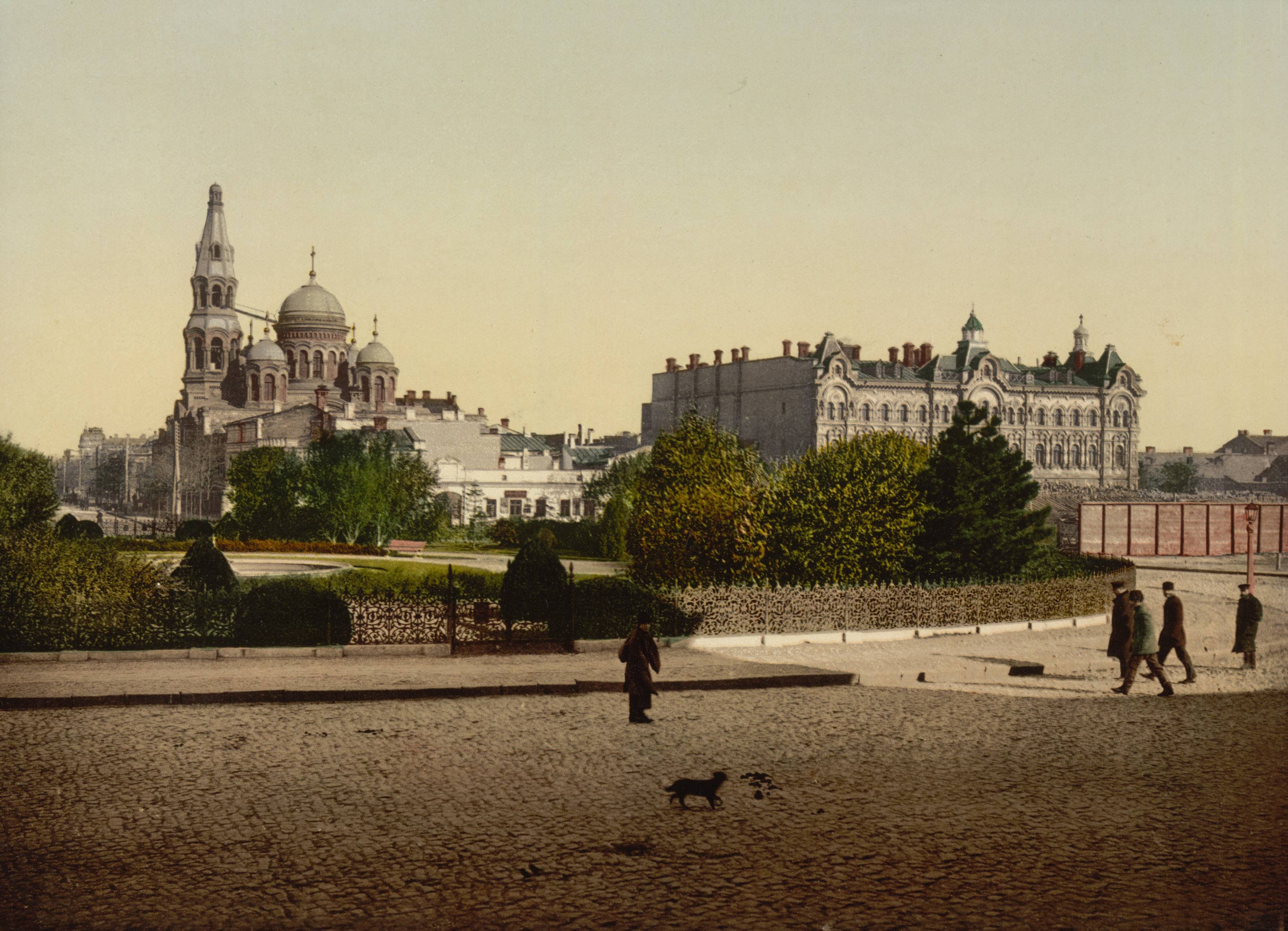
Бывшее Ильинское подворье в Одессе в 1896 году. Фотохром Петра Павлова

В 1763 году преподобный Паисий вместе с братией (в их числе был и Спиридон Габровский) на двух судах покинули Афон. Со своей братией переселились в Молдовалахию. По благословению митрополита Молдавского в Яссах преподобный Паисий получил в 1763 году Свято-Духов монастырь в Драгомирне в Буковине.
В скиту осталось около 20 человек (в 1766 году число братии увеличилось до 41 человека). В этом же году был получен султанский фирман, освобождавший скит от выплаты хараджа (подушной подати).
В 1835 году в число насельников был принят иеромонах Аникита (Ширинский-Шихматов), который многое сделал для процветания скита (был похоронен в обители). В 1839 году скит получил от монастыря Пантократор устав, определяющий взаимоотношения между ним и скитским общежитием.
Своего расцвета скит достиг к 1850 году, при старце Паисии II. Этот трудолюбивый настоятель отстроил скит, воздвиг ещё один корпус, в котором устроил две церкви. Благодетели из России помогли скиту устроить величественный собор в честь святителя Митрофана Воронежского.
Соборный храм скита, посвященный Илие Пророку, был заложен от имени Великой княгини Александры Петровны контр-адмиралом Д. З. Головачёвым, а окончен в 1881 году.
В 1906 году в скиту проживало 500 монахов, по большей части из Малороссии, в связи с чем скит иногда именовался «Ильинский малороссийский скит». Скиту принадлежали обширные сельскохозяйственные угодья и рыбная ловля на Дунае. Скитские подворья находились в Одессе (с церковью Илии Пророка), Таганроге и Константинополе.
К концу XX века в скиту проживало несколько монахов-зилотов, принадлежавших к Русской православной зарубежной церкви. По воспоминаниям протодиакона Германа Иванова-Тринадцатого: «Я хорошо помню, какой особый уют излучал этот скит, основанный святым Паисием Величковским. Помню, как пили воду из колодца, который он своими руками основал. Будто время замерло и никаких революций и лихолетий не было. Попадал прямо в девятнадцатый век. Приёмная, где в старое время игумен принимал знатных гостей, увешанная внушительными Царскими портретами, богатыми иконами <…> А чего стоила ризница! Было даже совестно и трепетно дотрагиваться до облачений из богатой парчи с золотой нитью, прямо будто кремлёвский музей»
20 мая 1992 года, за отказ поминать на богослужениях патриарха Константинопольского Варфоломея, настоятель архимандрит Серафим (Бобич), иеромонах Иоанникий, диакон Иоанн (Меландр) и трудник-паломник Николай Шевельчинский в присутствии митрополита Илиопольского Афанасия (Папаса), митрополита Филадельфийского Мелитона (Караса) и настоятеля монастыря Пантократор архимандрита Виссариона были изгнаны греческой полицией из скита, депортированы с территории Афона и первоначально нашли убежище в монастыре святых Киприана и Иустины в Греции.
В настоящее время в Ильинском скиту проживает небольшая греческая монашеская община (15 человек), настоятелем скита является архимандрит Иоаким.

## Настоятели (дикеи)

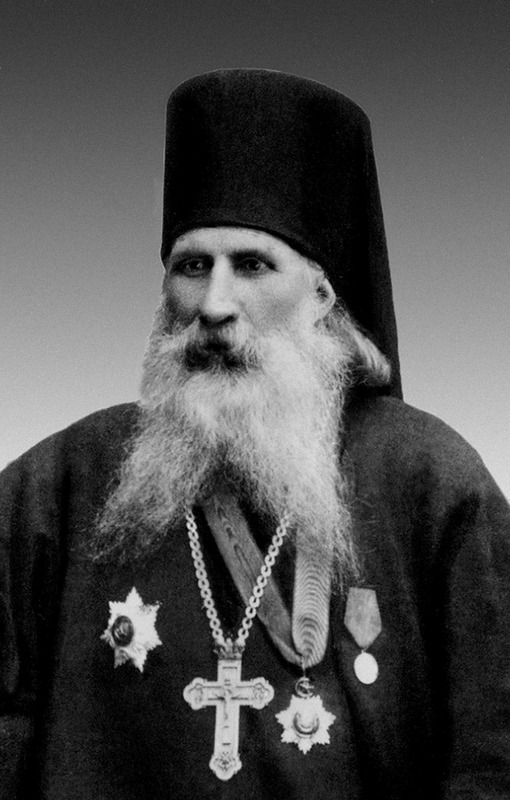
Архимандрит Гавриил

- иеромонах (впоследствии схиархимандрит) Паисий (Величковский) (1757—1763)
- Варлаам
- Хаджи
- Афанасий
- Парфений
- иеросхимонах Товия (? — 1887)
- архимандрит Гавриил Афонский (1887 — †19 октября (1) ноября 1901)
- архимандрит Максим (1901 — ?)
- архимандрит Иоанн (†1952)
- архимандрит Николай (Пивень; годы жизни: 1879–1973, годы дикейства: 1952 — †17 апреля 1973)
- архимандрит Серафим (Бобич; годы жизни: 17 января 1929–18 июня 2020, годы дикейства: 1973 — 20 мая 1992)[2] [3]
- архимандрит Иоаким

## Святые
- Преподобный Паисий (Величковский)
- Преподобный Гавриил Афонский

## Святыни
- Тихвинская икона Богородицы — список с известной Тихвинской иконы Богоматери, находится в левом киоте Соборного храма. Согласно преданию, 17 февраля 1876 года икона начала источать слёзы. Русский царь Александр II, которому стало известно о чудодейственных свойствах иконы, взял её на фронт Русско-турецкой войны.
- Икона Богородицы «Млекопитательница» — список с известной иконы, привезённой из монастыря Саввы Освященного святителем Саввой Сербским. Икона находится в храме Великомученика Димитрия.
- Часть Животворящего Креста Господня; левая стопа апостола Андрея Первозванного; ризы Спасителя и Божией Матери; частицы мощей Крестителя Господня Иоанна; апостолов: Матфея; Иакова Алфеева; Иакова брата Иоанна Богослова; первомученика Стефана; священномучеников: Игнатия Богоносца; Григория, епископа Великой Армении; Харлампия Модеста; Дионисия Ареопагита; Фоки; Ермолая; Анфима; мощи великомучеников: Феодора Стратилата; Феодора Тирона; Пантелеймона и Артемия; Варвары; святого Иоанна Милостивого; Софрония, патриарха Иерусалимского; патриарха Цареградского Тарасия; пророка Иеремии; мучеников: Иакова Персиянина; Панкратия; Мины; Антипы; Хрисанфа; Каллиопия; Логгина; Евлампия; Агафангела; Андроника; Кирика; Димитрия и Георгия; частицы мощей Сорока мучеников Севастийских; Анастасия Персиянина; архидиакона Лаврентия; Акакия и Игнатия Афонских; мучениц: Параскевы; Фотинии; Иулитты.